# Blang Buket (Darul Aman)
Blang Buket is een bestuurslaag in het regentschap Aceh Timur van de provincie Atjeh, Indonesië. Blang Buket telt 298 inwoners (volkstelling 2010).